# Euthyme de Souzdal
Euthyme de Souzdal (Евфи́мий Су́здальский), né en 1316 à Nijni Novgorod et mort le 1er avril 1404 à Souzdal, est un moine russe, canonisé en 1549. Sa fête est le 1er/14 avril (mort) et le 4/17 juillet, (invention des reliques).

## Biographie
Il naît à Nijni Novgorod et prononce jeune ses vœux monastiques des mains de Denis de Souzdal au monastère des Grottes de Nijni Novgorod,, où il mène une vie ascétique.

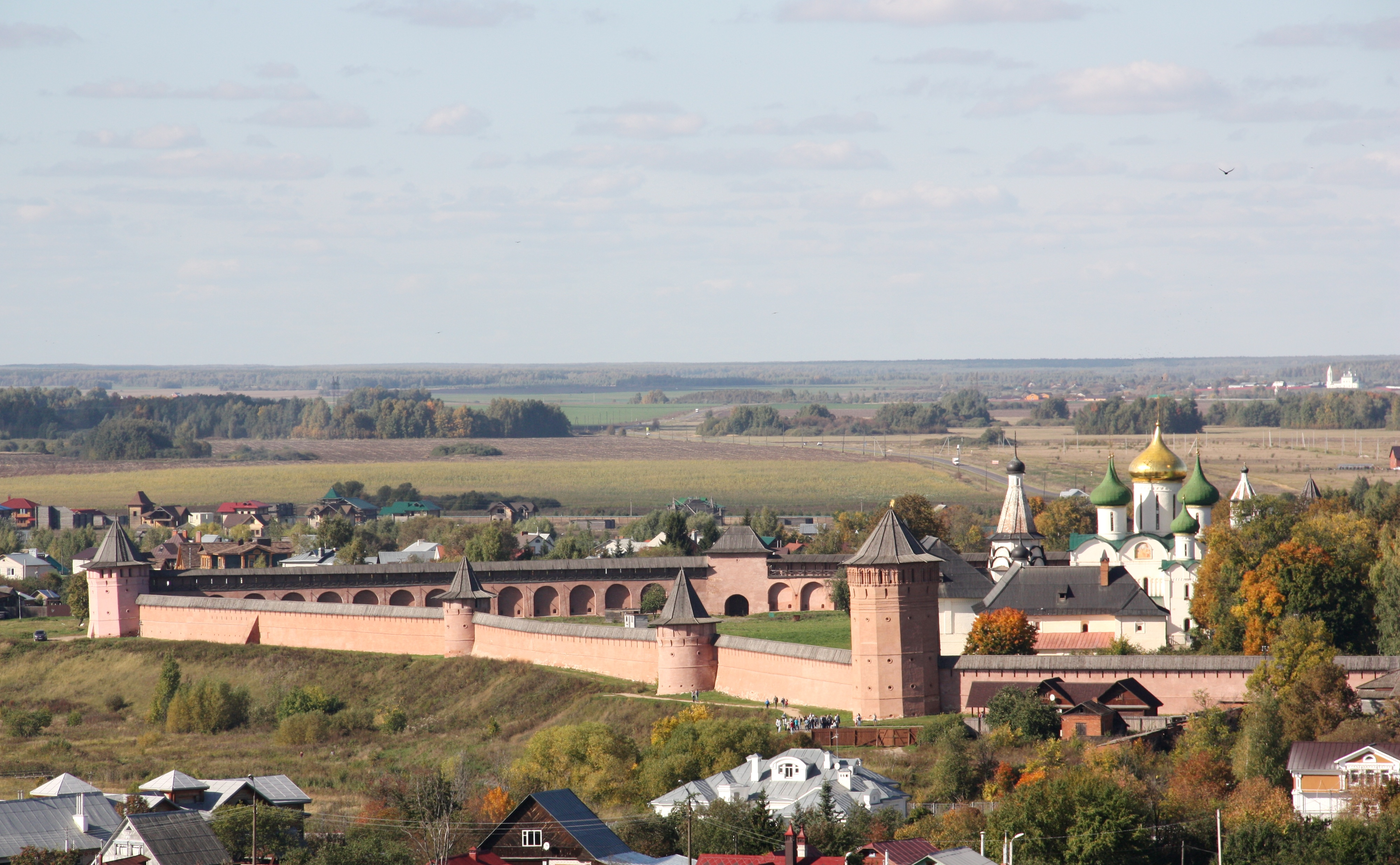
Le monastère du Sauveur-Saint-Euthyme. Vue actuelle.

Il est appelé en 1352 à Souzdal à la demande du prince de Souzdal, Boris Constantinovitch, pour y fonder un monastère,. Il fait bâtir en chemin l'église Saint-Basile-le-Grand. Le nouveau monastère est construit dans la partie septentrionale de la ville, au bord de la rivière Kamenka, et Euthyme en devient l'archimandrite. Trois cents moines ont vécu dans ce monastère sous la conduite d'Euthyme, en suivant une règle strictement cénobitique. Euthyme est en lien avec saint Serge de Radonège et lui rend souvent visite dans son monastère de la Sainte-Trinité. Euthyme mène une vie particulièrement ascétique. De l'autre côté de la rivière Kamenka l'on construit pour les moniales le monastère de l'Intercession, selon la volonté du prince André Constantinovitch et de l'évêque Jean de Souzdal.
Il meurt le 1er avril (ancien style) 1404, et est inhumé dans le caveau qu'il avait lui-même préparé.

## Vénération
Le 4 juillet 1507 alors que l'on creuse des fossés pour la construction du nouveau catholicon du monastère, les reliques d'Euthyme sont retrouvées et son corps est déclaré intact. En 1511, l'église du Sauveur est réaménagée et l'on installe une abside en mémoire d'Euthyme où l'on installe un reliquaire pour sa dépouille. Le 22 février 1657, le reliquaire est translaté dans le catholicon du monastère. Ses reliques sont considérées comme miraculeuses.

## Destinée des reliques auXXesiècle et auXXIesiècle

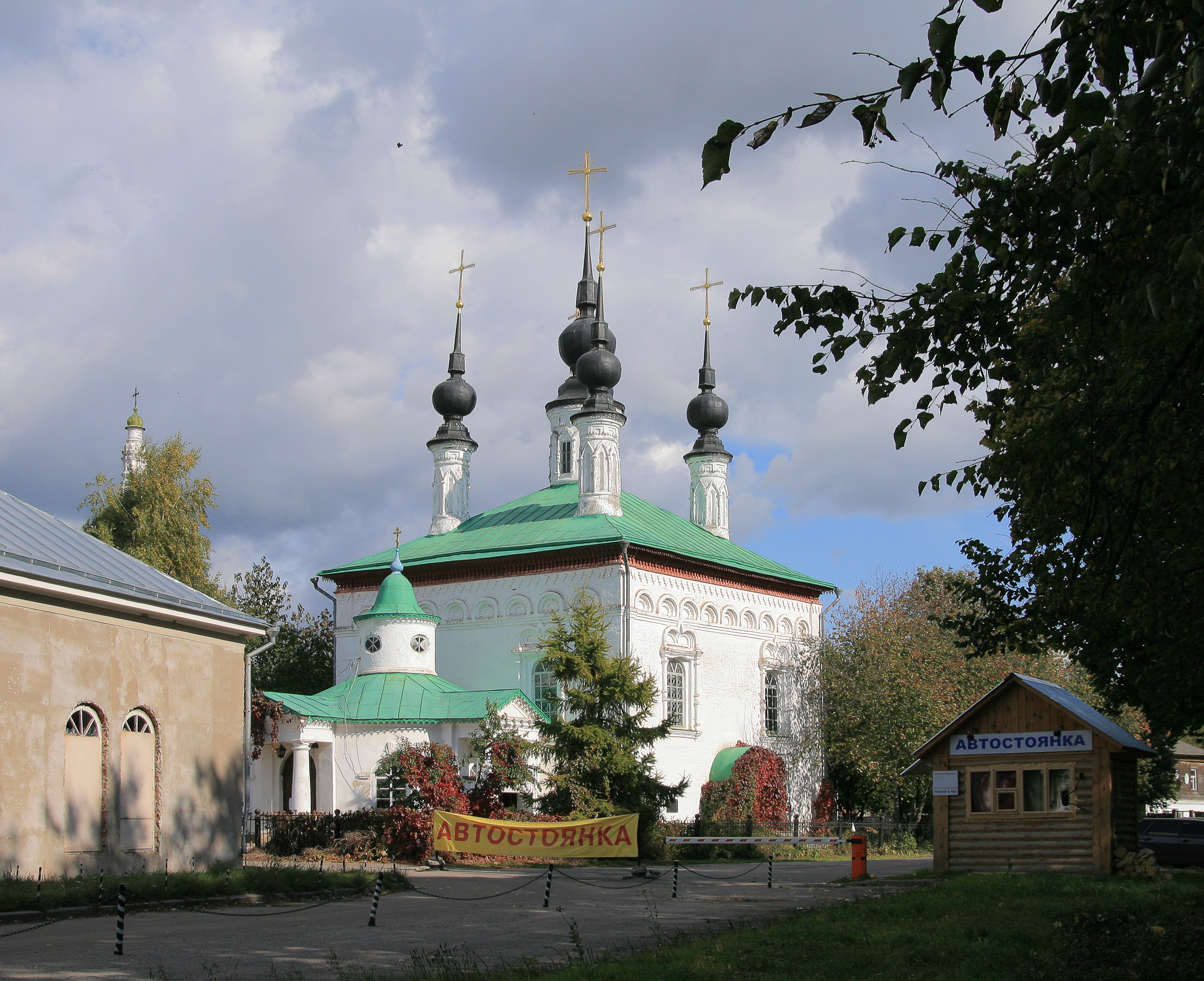
Vue de l'église Saint-Constantin-et-Sainte-Hélène de Souzdal.

Le 12 février 1919, le cercueil du saint est ouvert sur ordre des autorités bolchéviques. Le résultat de son examen dans le rapport du département VIII du Commissariat du peuple à la justice de la RSFSR au Congrès des Soviets est décrit comme suit : « un tas d'os pourris qui s'effritent avec le temps ». En mai 1922, les reliques sont extraites du monastère et exposées au département anti-religieux du musée local. Dans les années 1940, elles sont rangées dans les fonds du musée.
Le 9 juin 1988, la propriété des reliques de saint Euthyme est dévolue au musée de Vladimir qui les place dans la seule église encore ouverte à Souzdal, l'église Saint-Constantin-et-Saint-Hélène. Mais en 1990, cette église (et donc les reliques) est attribuée à l'Église orthodoxe russe autonome, Église qui s'est détachée du Patriarcat de Moscou. En 2009, l'administration territoriale de l'agence de gestion des biens fédéraux intente une action en justice pour reprendre à l'EORA treize biens immobiliers, y compris l'église Saint-Constantin-et-Sainte-Hélène. le tribunal d'arbitrage de l'oblast de Vladimir satisfait cette action en justice, mais les autorités de l'EORA transfèrent les reliques dans une autre église, l'église synodale de l'Icône-de-la-Mère-de-Dieu-d'Ivérie qui leur appartient, et refusent de les donner à l'État.
Le 16 février 2012, le chef de l'administration territoriale de l'Agence de gestion des biens fédéraux de l'oblast de Vladimir, Vladimir Gorlanov, intente une action en justice devant le tribunal d'arbitrage de l'oblast de Vladimir, déclarant que les reliques de saint Euthyme et de sainte Euphrosyne de Souzdal « sont la propriété de la fédération de Russie et en sont des objets culturel ». Le 31 mai 2012, le tribunal prend la décision de transférer les reliques de saint Euthyme et de sainte Euphrosyne de Souzdal à l'Agence de gestion des biens fédéraux et inflige des amendes à l'Église orthodoxe russe autonome pour refus du transfert des reliques. Le 24 janvier 2013, le tribunal fédéral d'arbitrage de l'okroug de la Volga et de Viatka annule la décision de justice de 1re instance et les reliques restent en possession de l'Église orthodoxe russe autonome. Cependant, le 30 août 2013, des huissiers de justice entrent dans l'église pendant la liturgie et tentent de s'emparer des reliques. L'Agence de gestion des biens fédéraux doit prouver à plusieurs reprises ses droits sur les reliques devant les tribunaux de droit commun, qui les reconnaissent également comme appartenant à l'État,. Le 3 juillet 2014, la Cour constitutionnelle de la fédération de Russie rejette la plainte du métropolite Théodore, primat de l'Église orthodoxe russe autonome, concernant la décision de confisquer les reliques de l'église. La décision sur la plainte est publiée le 16 juillet suivant.
Le 25 mars 2015, les employés du Service fédéral des huissiers mènent des actions d'exécution pour retirer les reliques des fidèles de l'Église orthodoxe russe autonome de l'église de l'Îcone-de-la-Mère-de-Dieu-d'Ivérie de Souzdal. Les paroissiens et les prêtres de l'EORA tentent d'empêcher l'enlèvement du reliquaire, mais après un petit accrochage, les huissiers réussissent à s'en saisir. À la mi-avril 2015, les reliques d'Euphrosyne sont placées dans un reliquaire spécial et mises au catholicon du monastère de la Déposition-de-la-robe-de-la-Vierge. Les reliques d'Euthyme sont quant à elles placées dans la cathédrale de l'Ascension du monastère Saint-Alexandre de Souzdal. Le 10 octobre 2015, les reliques de saint Euthyme retournent à la cathédrale de la Transfiguration-du-Sauveur du monastère du Sauveur-Saint-Euthyme.